# Monofiodontia
La monofiodontia è una condizione della dentatura dei mammiferi, contrapposta alla difiodontia. 
I mammiferi monofiodonti hanno una sola dentizione, contrariamente alla maggioranza dei mammiferi, che ne hanno due (difiodonti). Sono monofiodonti i marsupiali, i sirenii, gli sdentati, i monotremi e i cetacei.